# Para ti (canción)
Para ti es una canción del grupo de pop español Paraíso, publicada en 1980.

## Descripción
Calificada como himno generacional y joya del pop español,  el tema es uno de los más importantes exponentes de la música englobada en el movimiento cultural que se dio en llamar Movida madrileña.
La letra versa sobre las nuevas sensaciones que experimenta un muchacho de quince años al entrar de lleno en la adolescencia, el descubrimiento de la propia sexualidad, las relaciones con otros y su actitud de rebeldía hacia el mundo que está empezando a descubrir.
La canción se grabó hasta en siete ocasiones. La primera es una mera maqueta en el local de ensayo de la banda en el barrio de Lavapiés de Madrid. Dos de las grabaciones son de estudio (la primera de 17 de abril de 1979, financiada por Rafael Abitbol y con los coros de Alaska y Carmen Madirolas y la segunda el 18 de octubre de ese mismo año con producción de Zafiro y supervisión de Manolo Tena, que es la que se publicaría como sencillo) y el resto de directos.
La compañía discográfica, Zafiro, tenía tanta confianza en el tema que pretendía que concursara en el Festival de la Canción de Benidorm. No obstante, al conseguir Rafael Abitbol su emisión por radio, esa opción se frustró ya que las canciones candidatas debían ser inéditas.
Según el propio autor, la canción se compuso a instancias de Carlos Berlanga que en ese momento consideraba abandonar la banda Kaka de Luxe, que había compartido con el propio El Zurdo. El sonido tendría inspiración, también en palabras de El Zurdo, en el tema Egyiptian Reggae de la banda estadounidense The Modern Lovers.
El tema ha sido clasificado por la revista Rolling Stone en el número 30 de las 200 mejores canciones del pop rock en español, según el ranking publicado en 2010.

## Versiones
Versionada por la banda de indie pop La Habitación Roja en 2004.